# Philipp Reinartz
Philipp Reinartz (* 5. Oktober 1985 in Freiburg im Breisgau) ist ein deutscher Schriftsteller, Produzent, Journalist, Moderator und Unternehmer.

## Leben
Schon zu Schulzeiten war Reinartz in der Unterhaltungsbranche tätig, sprach die Protagonistenrolle in der SWR4-Radioserie Du, Opa…?, stand vor der Kamera und auf Bühnen. Nach dem Gewinn mehrerer Theaterpreise wurde er 2004 mit einem Ensemble ein Jahr vom SWR Fernsehen bei der Erarbeitung eines Stücks begleitet. Im Ergebnis erschien der Dokumentarfilm Die doppelte Johanna in der Regie von Dieter Zimmermann im Jahr 2005.
Nach dem Abitur studierte Reinartz Theater-, Film- und Fernsehwissenschaft, Germanistik, Geschichte, Journalismus und Design Thinking in Köln, Saragossa und Potsdam und arbeitete redaktionell für Print- und TV-Medien.
Während eines Auslandsjahres schrieb er regelmäßig Glossen über das spanische Leben, was ihn auf die Idee für seinen humoristischen Debütroman Katerstimmung brachte. Der Roman wurde 2013 vom Rowohlt Verlag veröffentlicht. Da das Buch in weiten Teilen die aktuelle (Boulevard-)Medienwelt karikiert und dabei auch Realnamen genannt werden, waren die Reaktionen schwer abzuschätzen, Reinartz erklärte jedoch in einem Interview, er wisse von einigen, „die im Buch persifliert werden, dass sie über ihre satirische Verarbeitung durchaus lachen können.“
In der Folge begann er, Reportagen und feuilletonistische Texte für das Süddeutsche Zeitung Magazin, ZEIT Magazin und Zeit Online zu schreiben.
2013 gründete er mit Freunden die Gamification-Agentur Pfeffermind, mit der er digitale und analoge Spiele entwickelt. In verschiedenen Medien tritt er zudem als Gamification-Experte auf, so beispielsweise bei Spiegel, Welt und Business Insider.
Im Goldmann Verlag startete 2017 seine Kriminalromanreihe um den Berliner Ermittler Jerusalem Schmitt. Deren zweiter Band, der auf den Geschehnissen des Hamburger Polizeiskandals der neunziger Jahre fußt, erschien am selben Tag, an dem die Medien über den thematisch ähnlichen Frankfurter Polizeiskandal zu berichten begannen. In einem Interview mit Buchmarkt sagte Reinartz dazu: „Die Parallelen zwischen jüngerer deutscher Geschichte und Jetzt-Zeit zeigen, wie aktuell die Themen der Neunziger noch und wieder sind und machen auf die Universalität des vermeintlich neuen Konflikts aufmerksam.“
2021 erschien seine 10-teilige Audible Original Audioserie Memo, die im Stil eines dokumentarischen Podcasts der Frage nachgeht, ob unser Gedächtnis in Zukunft durch die Fortschritte der Hirnforschung manipulierbar werden könnte. Reinartz schrieb das Skript, führte Regie und ist Erzähler der Geschichte.
Anfang der 2020er Jahre entwickelte er als Writer/Producer eine 3-teilige Dokumentation über die Geschichte des Humors für den TV-Sender Sky. Für den gleichen Sender entwickelte er 2022 das Format Tore, Tränen, Tiki-Taka, das sich im Stil einer Late-Night-Show kritisch mit den Veränderungen im Profi-Fußball auseinandersetzt. Neben Moderatorin Katrin Bauerfeind tritt Reinartz als Co-Moderator der Sendung auf.
Als Mitglied der Fußball-Autorennationalmannschaft wurde er unter anderem von Otto Rehhagel und Volker Finke trainiert. Er lebt in Berlin.

## Werke
- Katerstimmung. Rowohlt, Edition Polaris, Reinbek bei Hamburg 2013, ISBN 3-499-23059-3, als Taschenbuch: rororo, Rowohlt, Reinbek bei Hamburg 2014, ISBN 3-499-23053-4.
  - Katerstimmung (Hörbuch). Random House Audio, Köln 2013, gelesen von Matthias Matschke, ISBN 3-8371-2147-X.
- Die letzte Farbe des Todes. Goldmann, München 2017, ISBN 978-3-442-48627-4.
- Fremdland. Goldmann, München 2018, ISBN 978-3-442-48804-9.
- Memo (Audioserie). Audible Studios, Berlin 2021.